# Real Academia Gallega de Ciencias
La Real Academia Gallega de Ciencias (RAGC) es una academia científica que fue promovida por Enrique Vidal Abascal, Isidro Parga Pondal, Luis Iglesias Iglesias, Domingo García Sabell, Antonio Fraguas Fraguas y Eugenio Torre Enciso. Fue creada el 23 de abril de 1977. Federico Mayor Zaragoza es académico de honor.
Entre otras actividades la Academia otorga cada año los Premios de Investigación Ernesto Viéitez, los Premios de Transferencia de Tecnología y los Premios de Comunicación Científica.
En 2011 fue nombrado presidente de la Academia el profesor Ernesto Viéitez Cortizo, que fue sustituido a su fallecemiento por Miguel Ángel Ríos. En 2019 el catedrático de la USC Juan Manuel Lema Rodicio tomó posesión como nuevo presidente de la institución.

## Académicos

#### Ciencias Económicas y Sociales
- Juan Ramón Quintás Seoane, se incorporó en 1978
- Luis A. Caramés Viéitez, se incorporó en 2015
- José Ramón Cancelo de la Torre, se incorporó en 2016
- Antón Álvarez Sousa, se incorporó en 2017
- José Antonio Redondo López, se incorporó en 2018

#### Ciencias Técnicas
- Antonio Rigueiro, se incorporó en 2002
- Fernando Pérez González, se incorporó en 2014
- Senén Barro Ameneiro, se incorporó en 2015
- Ramón Doallo Biempica, se incorporó en 2015[2]
- Pedro Merino Gómez, se incorporó en 2015
- Juan Manuel Lema Rodicio, se incorporó en 2016
- José Juan Pazos Arias, se incorporó en 2016

#### Biología y Ciencias de la Salud
- Manuel Freire Rama, se incorporó en 1998
- Rafael Tojo Sierra, se incorporó en 1984
- Manuel Pereiro Miguens, se incorporó en 1986
- Tito A. Varela López, se incorporó en 1982
- María José Alonso Fernández, se incorporó en 2014
- Ángel M. Carracedo Álvarez, se incorporó en 2014
- Alicia Estévez Toranzo, se incorporó en 2014

#### Matemáticas, Física y Ciencias de la Computación
- Luis A. Cordero Rego, se incorporó en 1979
- Gerardo Rodríguez López, se incorporó en 1979
- Félix Vidal Costa, se incorporó en 1992
- Vicente Pérez Villar, se incorporó en 1998
- Juan José Nieto Roig, se incorporó en 2016
- José Rivas Rey, se incorporó en 2017
- Wenceslao González Manteiga, se incorporó en 2018
- Minia Manteiga Outeiro, se incorporó en 2020

#### Química y Geología
- Franco Fernández, se incorporó en 1993
- Manuel Freire Rama, se incorporó en 1998
- Antonio Ballester, se incorporó en 2004
- Miguel Ángel Ríos, se incorporó en 2004
- Juan Ramón Vidal Romaní, se incorporó en 2015
- Manuel Arturo López Quintela, se incorporó en 2017
- Pilar Bermejo Barrera, se incorporó en 2018

## Día de la Ciencia en Galicia
El 23 de abril de 2008, la Real Academia Gallega de Ciencias celebró el primer Día del Científico Gallego, instituido por esta corporación y concedido anualmente desde entonces. Desde 2014 se denomina Día de la Ciencia en Galicia. Los homenajeados hasta la fecha son:
- 2008: Enrique Vidal Abascal
- 2009: Isidro Parga Pondal
- 2010: Cruz Gallástegui Unamuno
- 2011: Ramón María Aller Ulloa
- 2012: Antonio Casares Rodríguez
- 2013: Benito Jerónimo Feijoo
- 2014: Luis Iglesias Iglesias
- 2015: María de los Ángeles Alvariño
- 2016: Ignacio Ribas Marqués
- 2017: Baltasar Merino Román
- 2018: Domingo Fontán Rodríguez
- 2019: Tomás Batuecas Marugán
- 2020: Ândrés Avelino Comerma i Batalla

## Presidentes
- Enrique Vidal Abascal (1978-1982)
- Ernesto Vieitez Cortizo (1982-2013)
- Miguel Ángel Ríos Fernández (2013-2019)
- Juan Manuel Lema Rodicio (2019-)